# GIV-5313
La GIV-5313 és una carretera antigament anomenada provincial, actualment gestionada per la Generalitat de Catalunya. Les lletres GI corresponen a la demarcació territorial de Girona i la V al seu antic caràcter de veïnal. Discorre pels termes municipals de Sant Gregori i de Canet d'Adri, a la comarca del Gironès. Segueix la vall de la riera de Canet da avall fins a Can Palol.
Té l'origen al costat de llevant de Ca l'Espígol, des d'on davalla cap al sud, passa per Canet d'Adri en menys de dos quilòmetres. És una de les tres carreteres on el 2022 la diputació ha posat senyals lluminosos intel·ligents per a prevenir accidents amb fauna selvatge.